# Малько (хутор)
Малько — хутор в Апшеронском районе Краснодарского края России. Входит в состав Кубанского сельского поселения.

## География

### Улицы
- пер. Первомайский
- ул. Ленина
- ул. Лесная
- ул. Мира
- ул. Первомайская
- ул. Подлесная

## Население
| 2002 | 2010 |
| ---- | ---- |
| 304  | ↗330 |